# HD 2039
HD 2039 är en ensam stjärna belägen i den södra delen av stjärnbilden Fenix. Den har en skenbar magnitud av ca 9,00 och kräver åtminstone en stark handkikare eller ett mindre teleskop för att kunna observeras. Baserat på parallax enligt Gaia Data Release 2 på ca 11,6 mas, beräknas den befinna sig på ett avstånd på ca 280 ljusår (ca 86 parsek) från solen. Den rör sig bort från solen med en heliocentrisk radialhastighet på ca 8 km/s.

## Egenskaper
HD 2039 är en gul till vit underjättestjärna, eller i huvudserien, av spektralklass G2/G3 IV-V. Den har en massa som är ca 1,2 solmassor, en radie som är lika med ca 1,4 solradier och har ca 2,2 gånger solens utstrålning vid en effektiv temperatur av ca 5 900 K.
HD 2039 är en stabil stjärna, som är ovanligt metallrik, vilket har väckt uppmärksamhet från astrofysiker.

## Planetsystem
År 2002 rapporterade av Anglo-Australian Planet Search-teamet en planet, betecknad HD 2039 b, som kretsar runt stjärnan i en mycket excentrisk bana. Den har en lägsta massa som är >6,11 ± 0,82 gånger den för Jupiter och har en omloppsperiod som är 1 120 ± 23 dygn. Planeten kretsar runt sin stjärna på ett avstånd av ungefär 2 AE – motsvarande för jorden en AE från solen. Enheten var den 100:e exoplaneten som har verifierats av det vetenskapliga samfundet.